# Ilha Carlos-Alexandre
A ilha Carlos-Alexandre ou ilha Karl-Alexander (em russo:  Остров Карла-Александра, ou Zemlya Karla-Alexandra (Земля Карла Александра)) é uma ilha no norte da Terra de Francisco José, no norte da Rússia (no Óblast de Arkhangelsk), localizada em 81° 22′ N, 57° 20′ L, a sul da ilha Rudolfo.
É assim denominada ou em honra de Alfred Wilhelm Karl Alexander Graf von Salm-Hoogstraeten (n. 25 de maio de 1851 em Münster, f. 17 de janeiro de 1919 em Viena) pela expedição austro-húngara ao Polo Norte em homenagem a um dos nobre que financiou a viagem, ou em homenagem a Carlos Alexandre de Saxónia-Weimar-Eisenach, grão-duque do Ducado de Saxónia-Weimar-Eisenach entre 1853 e 1901. 
Tem 329 km2 de área, mas muito pouca área livre de gelo permanente. O seu ponto mais elevado tem 365 m de altitude.
Não deve ser confundida nem com a Terra de Alexandra nem com as ilhas Alexandre, ambas ilhas ou sub-arquipélagos da Terra de Francisco José.